# 雁門関

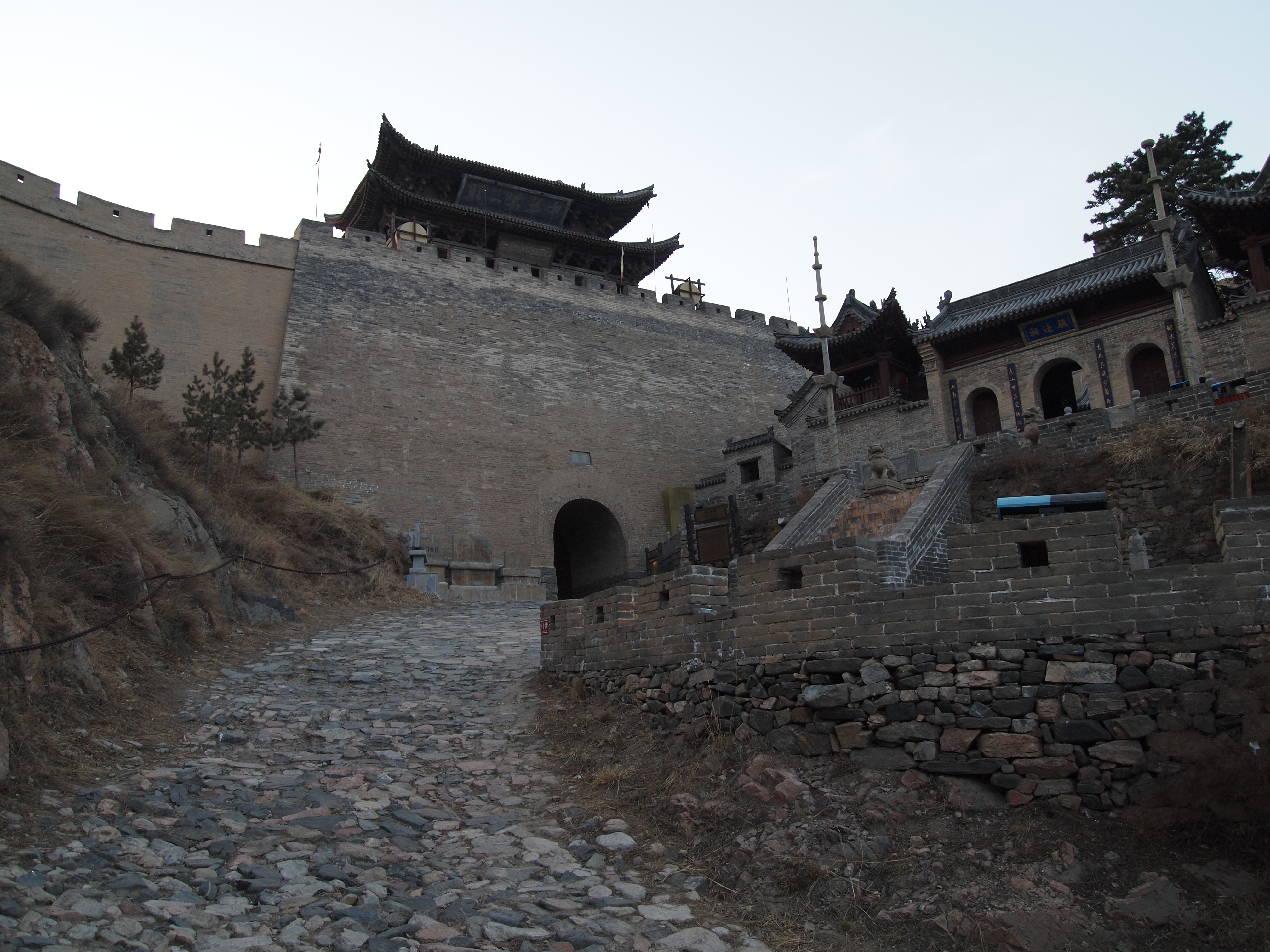
雁門関と鎮辺祠

雁門関（がんもんかん, Yanmen Pass）は、別名を西陘関と言い、中国山西省の北部、代県の西北、雁門山（別名勾注山）中にある、古来の関所である。北方の異民族の侵入に対する、中国側の防衛拠点であり、数多くの戦いが繰り広げられてきた。2001年に全国重点文物保護単位に指定された。中国の5A級観光地（2017年認定）。

## 歴史
雁門関のある雁門山は、東西の峰が対峙している様が門のようであり、そこを渡りの途上の雁が飛び抜けていくことから、雁門の名がある。中国の歴史を通じて、雁門関は、北方の異民族の南下に対する、中国側の防衛拠点としての役割を担ってきた。戦国時代末期に、趙の武将李牧がこの地に拠って匈奴の侵入を防いだのを初め、漢代には匈奴や鮮卑、南北朝時代から隋唐にかけては突厥や回鶻（ウイグル）、沙陀、五代から宋代にかけては契丹などの民族の中原への侵入路となり、激しい攻防戦が繰り広げられてきた。統計によれば、雁門関周辺で起きた戦いは大小1,700回を数えるとされる。
雁門関は北魏の時代には東陘関と西陘関が両置されていたが、唐代より西陘関が雁門関と呼ばれるようになった。元代に至って雁門関は廃止されるが、明の洪武7年（1374年）に、吉安侯陸仲亨の手で修復され、やや東の位置に移された。以降、明代には瓦剌（オイラト）や韃靼（タタール）の侵入に対する上での、長城上の要衝として重視されるようになり、寧武関、偏頭関と共に外三関と呼ばれるようになった。